# Rheum palmatum
Il rabarbaro cinese (Rheum palmatum L., 1759) è una pianta erbacea perenne appartenente alla famiglia Polygonaceae.

## Descrizione
Presenta foglie molto grandi, con un lungo picciolo carnoso, incise in 5-6 lobi principali; le nervature, molto evidenti nella pagina inferiore della foglia, sono spesso rossastre. L'infiorescenza è una grande pannocchia con fiori bianchi, verdi o rossi. Il frutto è una noce.
La droga è costituita dal rizoma rosso-bruno allo stato fresco, di piante di 4-6 anni di età ed è costituito da fasci cribro-vascolari disposti a stella e parenchima ricco di cristalli di ossalato di calcio sotto forma di druse.